# Brooke Graddon
Brooke Graddon (* 26. Mai 1987 in Plymouth) ist eine britische Wasserspringerin. Sie startet für den Verein Plymouth Diving in den Disziplinen 10-m-Turm- und Synchronspringen. In Synchronwettbewerben springt sie an der Seite von Jennifer Cowen.
Graddon startete bei den Weltmeisterschaften 2005 in Montreal und 2009 in Rom und belegte die Ränge 27 und 18.
Ihre bislang einzige internationale Medaille gewann sie bei den Europameisterschaften 2009 in Turin, wo sie Bronze vom 10-m-Turm gewann.
Graddon ist zweifache Britische Meisterin.